# مسجد موتشوندي
مسجد موتشوندي (بالإنجليزية: Muchundi Mosque، بالماليالامية: മുച്ചുന്തിപ്പള്ളി)، المعروف أيضًا باسم موكونتي بالي (بالإنجليزية: Muccunti Palli)، والمعروف سابقًا باسم موتشيان/ماتشياند/ موتشاندي بالي (بالإنجليزية: Muchiyan/Machinde/Muchandi Palli): هو مسجد شافعي، يقع في كوتيتشيرا، كوريكود، كيرلا، الهند. كوتيتشيرا هو الحي الإسلامي الذي يعود تاريخه إلى العصور الوسطى في مدينة قاليقوط. يقع المسجد جنوب مسجد مشكال وخزان كوتيتشيرا ومسجد جمعة كوتيتشيرا. لا تقام في المسجد صلاة الجمعة؛ صلاة الظهر الخاصة بيوم الجمعة، والتي يتعين على جميع المسلمين البالغين، الذكور، الأحرار حضورها.